# Insieme si può
Insieme si può è un singolo della band calabrese dei QuartAumentata, pubblicato nel 2005 come parte dell'album Abballamu cu ventu.